# Maryjka z Nijmegen

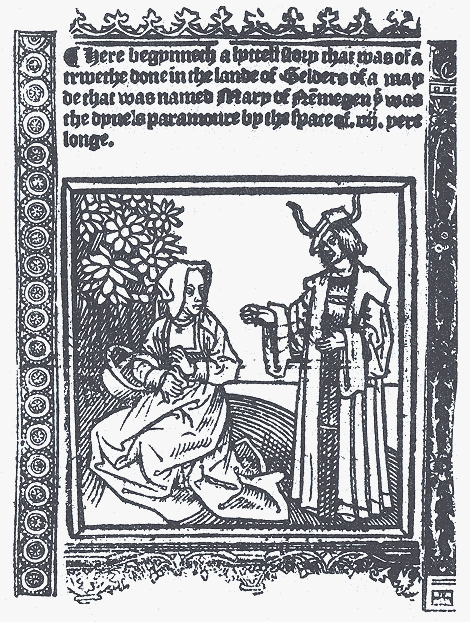
Strona tytułowa Maryjki z Nijmegen, około 1518 r.

Maryjka z Nijmegen, właściwie Cudowna Historia Maryjki z Nijmegen, która przez siedem lat miała do czynienia z diabłem (oryginalny tytuł Die waerachtige ende Een seer wonderlijche historie van Marike(n) van Nieumeghen die meer dan seuen jaren mette(n) dueel woe(n)de en(de) verkeerde) – anonimowy mirakl niderlandzki z XV wieku. Najstarsze wydanie datowane jest na rok 1518. Zostało ono wydane przez antwerpskiego drukarza Willema Vorstermana. W tym roku również pojawił się angielski przekład Jana van Doesborcha (Mary of Nemmegen). Jedyny egzemplarz przekładu niderlandzkiego z XVI wieku, który zachował się do dzisiejszych czasów, znajduje się w Bawarskiej Bibliotece Państwowej w Monachium. Pierwsze polskie wydanie tego miraklu niderlandzkiego pochodzi z 1998 roku. Przekładu dokonał Piotr Oczko we współpracy z Włodzimierzem Szturcem.     

## Streszczenie
Akcja utworu zaczyna się od sceny, w której wujek Maryjki wysyła ją do daleko położonego Nijmegen w celu zrobienia zakupów. Wujek radzi jej, aby zatrzymała się u swojej ciotki, gdy tylko zacznie się ściemniać. Maryjka zgadza się i rusza w drogę. Dziewczyna po zrobieniu zakupów zauważa, że zapada wieczór i postanawia udać się na nocleg do swojej ciotki. Tego dnia ciotka nie była jednak w najlepszym nastroju, gdyż pokłóciła się ze swoimi sąsiadkami. Na widok Maryjki zareagowała ze złością i mówiąc nieprzyjemne rzeczy, odmówiła jej noclegu. Zrozpaczona dziewczyna nie wiedząc, co ma robić, usiadła pod wielkim krzakiem i zaczęła szukać pomocy, nie bacząc na to, czy pomoże jej Bóg, czy diabeł. Słysząc jej błagania szatan zwany Munen postanowił wykorzystać okazję. Oferował jej pomoc, wykorzystując jednocześnie naiwność dziewczyny. Znając pragnienia dziewczyny odnośnie do edukacji obiecał jej naukę siedmiu nauk wyzwolonych. Zgodził się to uczynić wyłącznie pod jednym warunkiem – Maryjka musiała zmienić swoje imię, gdyż jej imię było związane z Najświętszą Maryją Panną. Dziewczyna początkowo opierała się, gdyż czuła silną więź z Maryją, jednak rzeczy, które ofiarował jej Munen, były na tyle kuszące, że ostatecznie dziewczyna uległa i zmieniła swoje imię na Emma. Razem udali się do Bredy, gdzie pili i ucztowali. W międzyczasie wuj Gysbrecht, zmartwiony tak długą nieobecnością swojej siostrzenicy, udał się do Nijmegen do swojej siostry w celu odnalezienia Maryjki. Ciotka stanowczo i opryskliwie odpowiedziała, że nie widziała Maryjki i nic o niej nie wie. Jednak wuj Gysbrecht wiedział, że siostra go oszukuje i nadal dopytywał się o losy Maryjki. Mając dosyć dociekań brata, okłamała go, mówiąc, że Maryjka źle się prowadzi. Wuj popadł w rozpacz i modląc się, postanowił szukać siostrzenicy. Po wyjściu Gysbrechta ciotka na wieść o uwolnieniu księcia Arnolda, któremu była przeciwna, popadła w szał. Ze wściekłości zaczęła przyzywać diabła, który popchnął ją ku samobójstwu. Trzeba dodać, że owym diabłem był Munen, ten sam, który zwiódł Maryjkę. Emma i Munen postanowili udać się do Antwerpii, gdzie zagościli w karczmie „Pod Złotym Drzewem”. Emma dała tam pokaz swoich umiejętności przed zgromadzoną publicznością, a Munen sprowokował bójki, w których zginęli ludzie. W pewnym momencie Emma zaczęła czuć wyrzuty sumienia. Wiedziała, że przez nią i Munena wydarzyło się wiele zła. Po siedmiu latach życia z diabłem zapragnęła znowu zobaczyć swojego wuja i przyjaciół w Geldrii. Munen niechętnie zgodził się na jej prośbę. Następnie udali się do Nijmegen, gdzie odbywała się procesja Bożego Ciała. Zgodnie z tradycją wystawiane tam było przedstawienie, w którym Maryja prosi swego syna o łaskę dla ludzkości. Przedstawienie bardzo poruszyło Emmę i zapragnęła się nawrócić. Myśli te bardzo rozgniewały Munena i postanowił on zabić Emmę zwaną wcześniej Maryjką. Chwycił ją i wzbił się wysoko w powietrze. W akcie zemsty upuścił dziewczynę, która spadła na bruk. Świadkiem tego wydarzenia był między innymi wuj Gysbrecht. Wśród zebranego na procesji ludu zapanowało wielkie poruszenie. Wszyscy zastanawiali się, czy dziewczyna przeżyła upadek. Ku wielkiemu zdziwieniu dziewczynie nic się nie stało. W tym momencie wuj Gysbrecht rozpoznał w Emmie swoją zaginioną siostrzenicę. Dziewczyna wyznała mu wszystkie swoje grzechy i powiedziała, że chce się nawrócić. Wuj Gysbrecht wraz z Emmą szukali pomocy u najróżniejszych księży w Nijmegen, lecz żaden nie był w stanie im pomóc. Postanowili zatem udać się do Kolonii, która była siedzibą biskupstwa. Wuj Gysbrecht zabrał w podróż Przenajświętszy Sakrament, który skutecznie odstraszał Munena – diabeł chciał odzyskać dziewczynę, ale moc sakramentu była zbyt silna. Mógł on śledzić dziewczynę jedynie z daleka. Biskup wysłuchał grzechów Maryjki, jednak ani on ani żaden inny kapłan w Kolonii nie byli w stanie dać jej rozgrzeszenia. Emma i wuj udali się zatem do papieża. Także i jemu Emma wyznała swe grzechy. Papież początkowo nie wiedział, co ma robić i jaką pokutę zadać dziewczynie. W końcu podjął jednak decyzję – ręce i szyja dziewczyny miały zostać zakute w trzy żelazne obręcze, które odpadną, gdy grzechy zostaną jej odpuszczone. Po opuszczeniu Rzymu Emma za wstawiennictwem swojego wuja wstąpiła do klasztoru Nawróconych Grzesznych. Emma długo pokutowała, aż miłosierny Chrystus pewnej nocy wysłał do niej Anioła, aby ten zdjął trzy żelazne obręcze. Dwa lata po odpuszczeniu grzechów Emma odeszła do Niebieskich Bram.

## Tło historyczne
Akcja utworu rozgrywa się w czasie historycznych wydarzeń związanych z walką między księciem Geldrii, Arnoldem a jego synem Adolfem, w której swój udział miał również książę Burgundii, Filip Dobry. Początkowo Geldria była pod władaniem Arnolda, który nie radził sobie ze swoimi obowiązkami jako książę. W wyniku tego jego syn Adolf wtrącił ojca do więzienia i sam przejął władzę w Geldrii. Następca Filipa Dobrego – Karol Śmiały – zażądał jednak uwolnienia Arnolda. Doprowadziło to do podziału społeczeństwa na sprzymierzeńców Adolfa i zwolenników jego uwolnionego ojca. Karol Śmiały po śmierci swojego sprzymierzeńca Arnolda ogłosił się księciem Geldrii i wcielił ją do Burgundii. Wydarzenia te najlepiej odzwierciedlone są w scenie, w której ciotka Maryjki na wieść o uwolnieniu Arnolda oddała swoją duszę diabłu i popełniła samobójstwo.

## Symbolika
- Trzy – trzy żelazne obręcze na ramionach i szyi Maryjki; symbol Trójcy Świętej.
- Siedem – siedem lat spędzonych z diabłem, siedem nauk wyzwolonych; symbol zamkniętej i doskonałej całości, siódmego dnia Bóg odpoczął.
- Jeden – jedno oko Munena; w średniowieczu celowym zabiegiem było utożsamianie diabła z brzydotą oraz defektami ciała, ponieważ wskazywały one na zło i potępienie.

## Cuda
W utworze pojawiają się następujące cudowne wydarzenia:
- Upadek z wysokości – Munen wraz z Emmą wzbija się w powietrze i rzuca dziewczynę na bruk z dużej wysokości; dziewczyna jednak przeżywa upadek.
- Wizyta anioła w celi Maryjki i zdjęcie przez niego żelaznych obręczy z rąk i szyi Maryjki.
- Łaska Boża ofiarowana Maryjce.

## Motywy
- Motyw podróży – Maryjka wraz z Munenem udają się z Nijmegen do Bredy, a następnie do Antwerpii przyczyniając się jednocześnie do wielu nieszczęść.
- Motyw zagubionego człowieka – Maryjka podąża złą drogą, aby później powrócić do Boga.
- Motyw nawrócenia – po zobaczeniu sztuki podczas procesji Bożego Ciała Maryjka zrozumiała swój błąd i pragnie się nawrócić.
- Motyw miłosierdzia Bożego – Bóg odpuszcza Maryjce grzechy i za pośrednictwem anioła zdejmuje żelazne obręcze.
- Motyw sztuki w sztuce – podczas procesji Bożego Ciała wystawione było "Misterium o Maszkaronie", sam utwór „Cudowna historia Maryjki z Nijmegen” był i jest obecnie wystawiany na deskach teatru (między innymi w Amsterdamie).

## Cechy średniowieczne i renesansowe
W utworze oprócz cech średniowiecznych widoczne są również cechy renesansowe. Spowodowane to może być faktem, że utwór powstał na granicy dwóch epok: średniowiecza i renesansu. 

### Cechy średniowieczne
- Nieznany autor.
- Symbolika liczb.
- Bóg odgrywa ogromną rolę w życiu człowieka.
- Oryginał został napisany w dialekcie.
- Cudowne wydarzenia.
- Kuszenie przez szatana.

### Cechy renesansowe
- Moralizatorski charakter utworu.
- Chęć zdobywania wiedzy.
- Przedstawienie życia codziennego zwykłych ludzi.

## Wpływ Izby Retoryków na utwór
Podejrzewa się, że autorem Cudownej historii Maryjki z Nijmegen, mógł być członek Izby Retoryków. Wskazują na to między innymi :
- Śpiewana przez Maryjkę pieśń ku chwale poezji (tzw. refren, który był charakterystyczny dla twórczości poetów należących do Izby Retoryków).
- Dokładny opis karczmy (poeci z Izby Retoryków często tworzyli swe utwory w gospodach popijając piwo).
- Moralizatorski charakter zawarty w sztuce.
- Obrazowanie rzeczywistości.

## Motto
Utwór Maryjka z Nijmegen zawiera w sobie pewien morał: jeśli człowiek bardzo zgrzeszy, ale wie, że zrobił źle i wstydzi się tego, jest dla niego nadzieja. Bóg wybacza nawet najcięższe grzechy, jeżeli człowiek naprawdę żałuje złych czynów, które popełnił, i pragnie się zmienić.